# Collinder 135
Collinder 135 (Скопление Пи Кормы) — рассеянное звёздное скопление в созвездии Кормы.
Среди звёзд скопления четыре звезды доступны для наблюдения невооруженным глазом. Скопление расположено в южной половине небесной сферы. Главным компонентом скопления является звезда Пи Кормы, давшая название всему скоплению; данная звезда является оранжевым сверхгигантом с видимой звёздной величиной 2,71. Среди принадлежащих скоплению звёзд можно отметить переменные звёзды  NV Кормы (оболочечная звезда) и NW Кормы (переменная типа β Цефея).